# گرینوالد (مینه‌سوتا)
گرینوالد، مینه‌سوتا (به انگلیسی: Greenwald, Minnesota) یک شهر در ایالات متحده آمریکا است که در شهرستان استیرنز، مینه‌سوتا واقع شده‌است.

## خصوصیات
گرینوالد ۱٫۸۶ کیلومترمربع مساحت و ۲۲۲ نفر جمعیت دارد و ۳۸۷ متر بالاتر از سطح دریا واقع شده‌است.